# Rachel Akerman
Rachel Akerman, född 1522, död 1544, var en judisk-österrikisk poet. 
Hon var född i Wien och fick en god bildning, där hon lärde sig latin och grekiska. Hon blev den första judiska kvinna som skrev poesi på tyska språket. 
Hennes dikt "Geheimniss des Hofes", som beskrev intrigerna vid hovet, resulterade i att hon och hennes familj förvisades från Wien. 